# Мала Іліада
Мала Іліада ( Ἰλιὰς μικρά) — втрачена епічна поема стародавньої грецької літератури. Це одна з поем епічного циклу, тобто «троянського» циклу, в якому в епічному стилі викладаються події троянської війни.
Події в Малій Іліаді хронологічно відбуваються одразу за подіями «Ефіопіди», а за ними йдуть події, викладені у поемі «Зруйнування Трої». Авторство «Малої Іліади» приписується різним поетам, серед них Фесторид Фокейський, Лесх Мітиленський, Кінеф Спартанський, Діодор Еритрійський або Гомер (див. Поети епічного циклу).
Поема складається з чотирьох книг, написаних дактилічним гекзаметром.